# World Series of Poker 1971
World Series of Poker 1971 odbył się w Binion's Horseshoe Casino. Była to druga edycja tego turnieju, lecz pierwsza, w której zwycięzca był wyłaniany w turieju typu Freeze-out (w poprzednim roku był wybierany w głosowaniu).
Rozegrane zostały również turnieje poboczne w różne odmiany gry, również w formule Freeze-out (turnieje z rebuyami zostały dodane w następnych latach).

## Turnieje boczne
| Turniej                | Zwycięzca     | Wygrana | Przegrany w finale |
| ---------------------- | ------------- | ------- | ------------------ |
| Limit Seven-Card Stud  | Puggy Pearson | $10,000 | Nieznany           |
| Limit Razz             | Jimmy Casella | $10,000 | Nieznany           |
| Limit Five-Card Stud   | Bill Boyd     | $10,000 | Nieznany           |
| Limit Ace to Five Draw | Johnny Moss   | $10,000 | Nieznany           |

## Turniej Główny
W turnieju głównym (ang.Main Event) zagrało 6 pokerzystów, każdy z nich wpłacił wpisowe równe $5,000.
Grą było No limit Texas Hold’em.
Po raz drugi z rzędu zwyciężył Johnny Moss. Później tej sztuki dokonali tylko Doyle Brunson, Stu Ungar i Johnny Chan.
Wyniki
| Miejsce | Gracz                  | Wygrana |
| ------- | ---------------------- | ------- |
| 1       | Johnny Moss            | $30,000 |
| 2       | Walter „Puggy” Pearson | -       |
| 3       | Bob Hooks              | -       |
| 4       | Nieznany               | -       |
| 5       | Nieznany               | -       |
| 6       | Nieznany               | -       |